# Historia de la televisión en Honduras
La televisión abierta inicia en la república de Honduras en 1959, inicialmente se transmitía en blanco y negro, posteriormente comenzaron las primeras transmisiones de televisión en color, la televisión satelital y por cable, luego se avanzó hacia televisión en línea, algunos canales del país han pasado al formato de televisión digital (TDT) y en alta definición (HD) en sus siglas en inglés.
En un principio, los visionarios empresarios contrataron técnicos e ingenieros para que desarrollaran un estudio de la topografía del territorio hondureño para precisar donde se colocarían las repetidoras para retransmitir las señales televisivas, estas se dispusieron en puntos estratégicos para cubrir lo ancho y largo del país, lo que constituyó el 70% de territorio hondureño, la televisión abierta utiliza los espectros VHF (canales 1 a 13) y UHF (canales 14 a 125), el resto se logra por medio de las compañías de televisión por cable.
La producción nacional inicialmente se centró en programas noticiosos y deportivos, y algunos programas educativos como el programa Campeonísimo. La mayoría los canales nacionales desde sus inicios han comprado derechos para transmitir programas producidos, por las compañías de México y Venezuela, este hecho, hizo que el pueblo hondureño estuviese conectado e influenciado por la cultura de ambos países. Muchos hondureños crecieron con sus personajes de comedias, telenovelas, etc. Y a consecuencia de ello adoptaron algunos 'dichos' y algunas formas de actuar de la población.

## Canales VHF
En el espectro VHF (30 MHz a 300 MHz) que comprenden los canales 2 hasta el 13, funcionan actualmente en la capital; las siguientes: Canal 3 (Telesistema hondureño), Canal 5, Canal 6 (CBC) que se funda en la ciudad de  San Pedro Sula, Canal 7 (Telecadena), Canal 9 de VICA, Canal 11 de SOTEL, Canal 12 TV y Canal 13 de HONDURED.

### Canal 5 HRTG-TV
La Televisión de Honduras se inició el 15 de septiembre de 1959 cuando se conmemoraba el centésimo trigésimo aniversario de la independencia nacional entrando en operación desde esa fecha en la capital de la República HRTG-TV Canal Cinco.
El equipo de transmisión, cámaras, consolas y todo lo necesario para su funcionamiento fue adquirido en la RCA, firmando la compra venta el distribuidor en Honduras, señor Francisco J. Yones, el representante de dicha empresa el Ingeniero Guaragna y por la televisora hondureña el Abogado Fernando Lardizabal Zuniga. Con el desfile cívico se inauguró el primer canal hondureño de televisión siguiendo el trayecto del mismo cuando colegios, unidades militares y carrozas se desplazaban frente al costado norte del Palacio de los Ministerios aprovechando que el edificio donde comenzó a operar Canal 5 se encontraba al lado sur de la avenida Colón en la proximidad del edificio gubernamental. Su primer gerente director artístico fue Mario Rincón, locutor, animador y publicista de nacionalidad mexicano, actuando como gerente del área técnica el Ingeniero Antonio Lardizábal Guilbert y como gerente administrativo el señor Miguel Brooks (hijo)

#### Inversionistas
La televisión comenzó en blanco y negro y se instaló gracias a la inversión de una sociedad constituida por un capital mixto en el que eran accionistas originales:
- La familia Lardizábal Guilbert,
- Empresario Miguel Brooks hijo,
- Empresario Rene Sempé,
- Empresario Raúl Zelaya Romero,[2] quien años después vendió su participación al Doctor Miguel Andonie Fernández.
- Posteriormente entró como accionista la empresa norteamericana American Broadcasting Company (ABC).

#### Programaciones
La primera programación consistió en series norteamericanas dobladas al español en Puerto Rico y México, como:
- El Hombre del Rifle protagonizada por Chuck Connors
- Ciudad Desnuda,
- Batt Masterson con Gene Barry Manis,
- Bonanza,
- Las Aventuras de Lassie,
- Patrulla de Caminos,
- Los Invasores,
- Daktari con Clarence el león bizco y tiras cómicas como
- Los Tres Chiflados,
- Programas de muñequitos (caricaturas)
- y la serie continuada La caldera del diablo.

Estos programas se transmitían en el sistema de Kinescopio es decir películas de 16 milímetros proyectadas desde islas.
A finales de 1959 se transmitió un noticiero patrocinado por la línea aérea SAHSA presentado por el Abogado Gustavo Acosta Méjía, el que se mantuvo muy poco tiempo en el aire.
A mediados de 1960 el periodista Vicente Machado Valle H. fundó el noticiero Telerápidas que compartía cámaras con Carlos Young Torres y la joven locutora Sandra Pascua y el que era alimentado por las noticias nacionales servidas y redactadas por periodistas como Rafael Guillén, Donaldo Castillo Romero y Milton Mateo y con los despachos internacionales de las agencias AP y UPI.

#### Unidades móviles
En 1961 el Canal 5 obtuvo y montó la primera unidad móvil y se realizaron transmisiones remotas como se observa desde el Estadio Nacional de Tegucigalpa, el Gimnasio Nacional Rubén Callejas Valentine y desde las canchas de El Obelisco, donde aparecen con sus ayudantes y el también desaparecido periodista y locutor Gustavo Acosta Mejía. Se debe agregar a los pioneros de estas transmisiones en béisbol, fútbol y baloncesto, Miguel Izaquirre, Raúl Agüero Neda, Mario López Urquía, Carlos Young Torres, Marco Tulio Lezama, Omar de Jesús García, Tomás Valladares, Johatahn Rousell Toledo.
Programas en vivo como Las letras pagan, patrocinado por Café El Indio y producido por Luis Valentine, fue animado por quien escribe y otras audiciones de concursos que estaban a cargo de animadores como Mario López Urquía, Omar de Jesús García, Carlos Young Torres, Sandra Pascua, Pedro René Gonzáles y posteriormente Rafael Zavala.

#### Cambio de administración
En 1963 la Compañía Televisora Hondureña cambió de administración, se retiró la ABC, vendieron sus acciones la familia Lardizábal y Miguel Brooks y se convirtió en gerente de la empresa al Licenciado José Rafael Ferrari Sagastume.
Programas vivos en blanco y negro comenzaron a surgir en el Canal 5 en la nueva administración de la Compañía Televisora, entre ellos: Este Domingo con Jacobo Goldstein, Gabriel García Ardón y Antonio Mazariegos Velasco; El consultorio del aire, programa semanal producido y dirigido por el periodista Rodolfo Brevé Martínez y el poeta Víctor Eugenio Castañeda (Jaime Fontana). El Licenciado Moisés de Jesús Ulloa Duarte Duarte mantuvo un espacio semanal que se denominaba Vista y que año con año cambiaba al agregársele el que correspondía en el anuario respectivo.
Otra audición que surgió como medio de información de las Fuerzas Armadas y para apoyar el arte nacional fue Proyecciones militares que dominicalmente se transmitía por el Canal 5 bajo la responsabilidad de la Oficina de Relaciones Públicas del instituto armado y cuya producción y locución estuvo a cargo entre otros de los oficiales Roberto Acosta, Efraín Lisandro Gonzales, Rigoberto Regalado Lara, Julio Armando Pavón y entre figuras civiles Roberto Gonzáles y Neida Sandoval hoy en la televisión latina en los Estados Unidos de América.
De gran éxito lo fue en 1967 el programa X-O da dinero que los miércoles por la noche presentaba el Canal 5 con el patrocinio de Cementos CESSA de El Salvador y que animaron, primero el publicista salvadoreño Antonio Lemus Simun y en su etapa final Nahum Valladares con la asistencia de Irma Mendoza Tercero.

#### Televisión en color
El 24 de diciembre de 1966 se captó y transmitió en Honduras la primera señal en colores al recibir en directo desde la Ciudad del Vaticano la misa oficiada ese día por su santidad el Papa Pablo VI. Aquellos que tenían aparatos en color pudieron apreciar coyunturalmente la transmisión porque no estaba formalizado el sistema en nuestro país.
En 1973 el Canal 5 inauguró la televisión en color en Honduras con la telenovela mexicana “MUÑECA” producida por la televisión mexicana. El primer capítulo de este programa se transmitió el día lunes 11 de junio en horas de la noche.

### HRLP-TV Telecadena 7 y 4
Telecadena Canales 7 y 4 fue fundada por una Sociedad Anónima presida por Rafael Ferrari, el 29 de julio de 1985. Es el canal más joven de la corporación pero ya cuenta con una aceptación muy grande entre la teleaudiencia nacional.
En Centroamericana de Televisión S.A. (CENTEL) se cuenta con un personal muy joven pero muy capas.

### HRCV-TV Telesistema
En 1966 salió al aire el Canal 3 en Tegucigalpa manejado por la empresa TELESISTEMA HONDUREÑO, S.A. y un año después (1967) la misma empresa comenzó a operar el Canal 7 en San Pedro Sula bajo la gerencia del Perito Mercantil Mario Bellot.

### CBC CANAL 6
El 17 de abril de 1982, inicia operaciones el primer canal independiente CANAL 6 desde sus estudios ubicados en el barrio Río de Piedras, inicialmente con cobertura en todo el Valle de Sula. desde sus inicios ofrece nuevas alternativas en programación con películas, noticieros en vivo, programas musicales, de concursos, siendo los primeros en transmitir 24 horas.
Canal 6 fue el primero en tener su propia estación terrena de satélite pioneros en las transmisiones en directo de eventos como el Miss Honduras celebrado en el Campo de la Asociación de Ganaderos y Agricultores Sampedranos, (AGAS) la primera cuadrangular final del fútbol de Honduras y los desfiles patrios. El 20 de noviembre de 1997 recibe permiso para transmitir en todo el país con la frecuencia canal 6, siendo el único canal con la misma frecuencia a nivel nacional.

### SOTEL
En 1968 la familia Lardizábal se asoció con la empresa española “Movie Record” y fundaron el Canal 11 en Tegucigalpa transmitiendo material elaborado por la Televisión Española, algunas series americanas y un programa de noticias encomendado al periodista Jonathan Rousell.
En 1970 el Canal 11 fue obtenido por el Doctor Miguel Andonie Fernández y continuó operándo ya sin la asistencia española afrontando problemas en la programación. Estas situaciones provocaron la decisión de vender el canal a la COMPAÑÍA TELEVISORA de la cual el Dr. Andonie mantenía acciones originales.

### VTV (Honduras)
Posteriormente el empresario de la radiodifusión Jorge Sikafie instaló un nuevo canal en Tegucigalpa y San Pedro Sula bajo la razón social “Voz e Imagen de Centroamérica” (VICA) operando los canales 2 en San Pedro Sula y 9 en Tegucigalpa, empresa que ha continuado con sus programaciones regulares desde su fundación.
Cubre las zonas de mayor desarrollo del país de la siguiente manera:
- Canal 2: San Pedro Sula, Puerto Cortés, Choloma, El Progreso, La Lima, Villanueva, Santa Bárbara y sectores adyacentes.
- Canal 9: Tegucigalpa, M.D.C. y alrededores
- Canal 13: Comayagua, La Paz y Siguatepeque
- Canal 9: Tela, La Ceiba y Yoro.

Emisión en los principales sistemas de cable de las ciudades:
- Bajo Aguán
- Santa Rosa de Copán
- Choluteca
- Danlí

### Televisión en Santa Rosa de Copán
El santarrocense Perito Mercantil Germán Antonio Rivas fue el pionero de la televisión en UHF en el occidente de Honduras. El señor Rivas primeramente adquirió los derechos de pasar un programa noticiero por cable en la compañía de cable local, seguidamente un 12 de noviembre de 1989, él y su esposa la señora Maribel Chinchilla, inauguraban el Canal 12  ya en modalidad UHF. En 1995 (18 de febrero) se convertiría en Canal 34 y después paso a denominarse “Corporación Maya visión”, la que actualmente ahora es "LIVE TV".
Seguidamente fueron apareciendo otros canales como “Mega Visión” canal 9 en fecha 5 de octubre de 1995 siendo sus fundadores Licenciado Armando Medina, Rubén Romero, Carlos León y Abilio Aguilar. Otras fueron "Canal 34" y después “Copán TV” canal 10 mediante el sistema de televisión por cable de “Sula Visión” en 2005.

### TeleDanlí-Canal 9
Los Empresarios Carlos Rafael Castillo Chávez y Héctor Aguilar Claros fundan la empresa de televisión por cable Astro Visión en 1992, el señor Castillo Chávez decide fundar en ese mismo año un canal de televisión en el sistema de cable conocido en sus inicios como Canal 12 para poder llevar noticias e información local. Varios años después su hijo el empresario, Carlos Felipe Castillo Segura compra las acciones del señor Aguilar y al mismo tiempo su padre le cede un porcentaje de las suyas, lo que lo convierte en el mayor accionista de la empresa y al mismo tiempo asume la gerencia general. En 1995 él hace una solicitud a CONATEL (Comisión Nacional de Telecomunicaciones) de una frecuencia para operar dicho canal al aire en el departamento de El Paraíso, bajo el nombre de Television Danlidense https://teledanli.net/ TeleDanlí-Canal 9 con lo que le asignan la frecuencia 9 en VHF, siendo el pionero en la zona oriental del país. Hoy día es uno de los canales regionales más importantes de Honduras con tecnología HD, con presencia a nivel mundial a través del internet y en redes sociales.

### JBN TV
En 2000 se fundó el canal 39 JBN TV (Jesus Broadcasting Network) es un canal propiamente evangélico en la ciudad de Tegucigalpa, M.D.C. posteriormente solicitando en 2002 licencias para todo el país. En la actualidad, JBN TV tiene más de 15 canales en todo el territorio hondureño, incluyendo Canal 51 en San Pedro Sula. A partir del mes de mayo de 2006 JBN se transmite por medio del satélite Newskies 806 llegando a más de 700 cables en toda Honduras y más de 3000 en toda Latinoamérica.
Su cobertura nacional de frecuencias abiertas se distribuyen de la siguiente manera:
- Canal 39: Tegucigalpa, M.D.C.
- Canal 51: Valle de Sula
- Canal 54: La Ceiba, Tela y el departamento de Atlántida
- Canal 52: Danlí, Olancho y Zona Oriental.
- Canal 51: Choluteca y Valle
- Canal 61: Comayagua y zona central

Entre algunos de sus programas principales esta "Buenos Días América Latina", revista matutina en las mañanas que ha logrado altos índices de audiencia en sus transmisiones desde 2009, y sus renombrados noticieros JBN Noticias Internacional que transmiten en dos ediciones,12 del mediodía y 5 de la tarde.

### Telered 21
Telered 21 salió al aire tanto en San Pedro Sula como en Tegucigalpa, el mes de junio de 1987 por lo que ya tenemos 22 años continuos de transmitir las 24 horas del día. Nuestra señal cubre en Tegucigalpa, San Pedro Sula, La Ceiba y sus alrededores (La Lima. El Progreso, Choloma, y otros pueblos aledaños). Estamos en prácticamente todos los Sistema importantes de Cable, que cubren dichas ciudades. Con esto, se llega al 70% de la televidencia nacional, en las zonas donde viven la gran mayoría de los consumidores del 85% del los productos elaborados.

## Canales UHF
Los canales en el espectro UHF (300 MHz a 3 GHz), que comprende los canales 13 hasta 125, varios de ellos cuentan con señal vía internet. Los canales que operan en formato UHF ocupan frecuencias altas, transmiten desde el canal 21 en adelante, estos también autorizados por la Comisión Nacional de Telecomunicaciones (CONATEL).

### Maya TV
En 2004 se fundó Maya TV Canal 66 en Tegucigalpa el cual inició sus operaciones con señal satelital llegando a más de 600 cables a nivel de Honduras y con señal libre abierta en las 5 ciudades más importante de Honduras. Su noticiero Teleprensa Internacional se transmite a través de DirectTV para todo Estados Unidos de América en forma directa siendo el único canal de Honduras con audiencia comprobada en el mercado norteamericano.

### Canal 48 de Honduras
Ante la necesidad de contrarrestar la falta de valores esenciales en el ciudadano hondureño, el entonces Arzobispo de Tegucigalpa, hoy Cardenal Óscar Andrés Rodríguez Maradiaga, emprendió el proyecto de la formación de un medio televisivo que sirviese para promover desde una concepción católica, toda clase de orientación, educación y valores; y que sirviese como una alternativa para más de 5 millones de personas cansados de percibir tanta violencia y decadencia mostrada en la programación existente. Fue así como el primero de mayo de 1999, se oficializó el funcionamiento del Canal 48 “El Canal de la Solidaridad” el cual desde entonces y hasta ahora sirve como factor real de comunión y progreso, con programas que propician la formación humana y que favorecen la orientación ético moral, sobre un código de valores cristianos. La señal del Canal 48 se recibe en todo el corredor central de Honduras, llegamos a más de 5 millones de televidentes, y vía satelital a todo el mundo.

## Televisión Digital

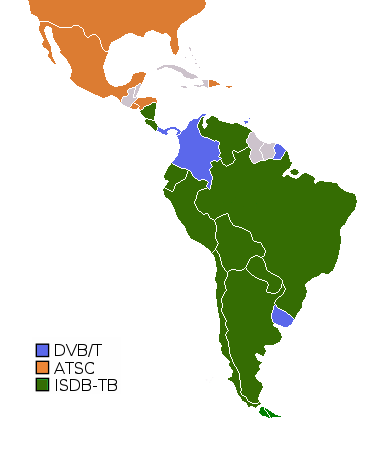
Televisión Digital Terrestre en América Latina y el Caribe

Honduras es el primer país de América Central en adoptar el estándar ATSC, bajo el cual existen actualmente varios canales al aire, entre ellos:
CampusTv - auspiciado por la Universidad de San Pedro Sula (USPS), que transmite en televisión digital abierta desde el 6 de noviembre de 2008 y simultáneamente en HDTV - Alta Definición 1920 x 1080 (1080i), SDTV - Definición Estándar (480i) y Satélite (480i).
TEN Canal 10 (Televisión Educativa Nacional) fue el primer canal en transmitir bajo el formato digital ATSC, desde 2007 transmite en la frecuencia 10.1 en San Pedro Sula y 20.1 en Tegucigalpa con una definición de 480i.
La UTV (Canal Oficial de la Universidad Nacional Autónoma de Honduras (UNAH) transmite en un formato estándar (480i) en la frecuencia 4.1 en Tegucigalpa y 67.1 en San Pedro Sula. Televicentro (Honduras) transmitió en alta definición 56 de los 64 partidos de la Copa Mundial de Fútbol de 2010, y a partir del 6 de diciembre de 2010 comenzó a transmitir todos sus noticieros en alta definición (1080i) en el sistema de TV por cable Amnet.
Sotel "Canal 11" transmite en la actualidad programas en alta definición, destacándose el programa de deportes "Todo Deportes". A mediados del 2011 su personal noticioso transmite en alta definición a través de la compañía de cable Cable Color.